# (352860) Monflier
(352860) Monflier est un astéroïde de la ceinture principale.

## Description
(352860) Monflier est un astéroïde de la ceinture principale. Il fut découvert le 30 novembre 2008 à Vicques par Michel Ory. Il présente une orbite caractérisée par un demi-grand axe de 2,31 UA, une excentricité de 0,23 et une inclinaison de 3,0° par rapport à l'écliptique.